# Elvis Albertus
Elvis Albertus (ur. 23 grudnia 1966 na Antylach Holenderskich) – arubański trener piłkarski.

## Kariera trenerska
W 2010 stał na czele reprezentacji Aruby, z którą pracował do końca 2012 roku. Również od 2011 trenuje SV La Fama.